# Гетерофлексибильность
Гетерофлексиби́льность — форма сексуальной ориентации или ситуационного сексуального поведения, характеризуемая минимальной гомосексуальной активностью вопреки преобладающей гетеросексуальной ориентации, что считается отличным от бисексуальности. 
Характеризуется как «преимущественно гетеросексуальная». Иногда приравнивается к би-любопытству для описания широкого континуума сексуальной ориентации между гетеро- и бисексуальностью, другие авторы выделяют гетерофлексибильность как недостаток «желания экспериментировать с… сексуальностью», подразумеваемого ярлыком би-любопытства. Также описана соответствующая ситуация при преобладающей гомосексуальности — гомофлексибильность.